# شربل خليل
شربل خليل هو كاتب ومخرج تلفيزيوني لبناني. اشتهر ببرنامج بس مات وطن الناقد السياسي والاجتماعي الساخر الذي يستمر منذ 1995 وحتى اليوم على شاشة المؤسسة اللبنانية للإرسال (LBCI), وغيرهما من البرامج والمسرحيات التي ساهمت في النضال ضد والوصاية السورية في لبنان. وقد عرف باتمائه السياسي إلى التيار الوطني الحر.

## سيرة
عام 1992 أطلق برنامج S.L.CHI على تلفزيون ام تي في MTV في لبنان.
في التسعينيات، اخرج عدة مسرحيات ضمنها: شرتيتون، يا عيب الشوم، طق رير.
في 1995, اشتهر عربياً من خلال برنامجه بس مات وطن، الناقد السياسي والاجتماعي الساخر، الذي في حزيران 2006 قلّد فيه شخصية قائد حزب الله حسن نصر الله مما تسبب باضطرابات في لبنان وتلقى تهديدات بالقتل من مجهولين.
انتقل حاليا إلى تلفزيون الجديد في لبنان ليقدم برنامج دمى قراطية.

## أعماله
كتب وأخرج عددا من الأعمال الكوميدية أهمها:
- شرتيتون 1993 (مسرح)[11]
- يا عيب الشوم 1994 (مسرح)[11]
- حافظ على راسك 1995 (مسرح)[11]
- اس ال شي S.L.Chi 1995 (لتلفيزيون)[8]
- هملت في ورطة 1997 (مسرح)[11]
- طق رير 1998 (مسرح)[11]
- نشرة الأخ بار (لتلفيزيون)[8]
- طقّ رير (لتلفيزيون)[8]
- تعليق سي قاسي (لتلفيزيون)[8]
- حتى ما يموت الشهيد (فلم قصير) 2004[4]
- بسمات وطن (لتلفيزيون)[12]
- دمى قراطية، الذي كان يُعرض على شاشة المؤسسة اللبنانية للإرسال ثمّ انتقل إلى الجديد باسم «دمى كراسي». (لتلفيزيون)[8][13]